# Peter Adolph Rudolph Ibach

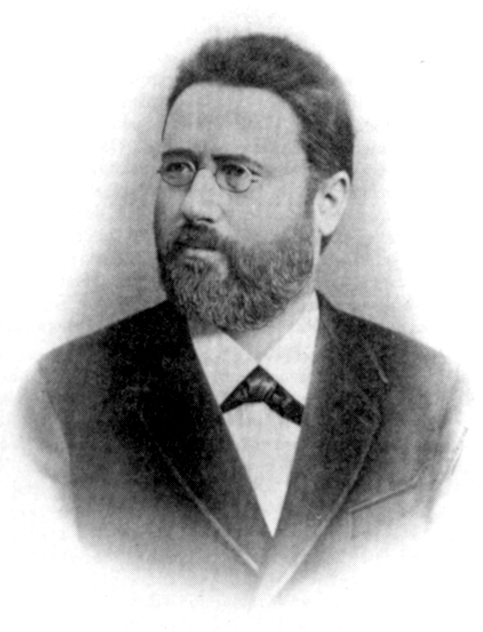
Rudolph Ibach

Peter Adolph Rudolph Ibach, auch Rudolf Ibach der Ältere (* 30. Januar 1843 in Barmen (heute Stadtteil von Wuppertal); † 31. Juli 1892 in Herrenalb), später auch in den Schreibweisen Adolf bzw. Rudolf, war ein Wuppertaler Klavierbauer, Unternehmer und Mäzen.

## Biografie
Peter Adolph Rudolph Ibach wuchs in bürgerlichen Verhältnissen auf und konnte bereits als Jugendlicher zahlreiche Reisen unternehmen. Nach dem Tode seines Vaters Carl Rudolph Ibach 1863 arbeitete er zunächst als Angestellter der Barmer Klavier- und Orgelmanufaktur, die sein Großvater Johann Adolph Ibach 1794 gegründet und seinem Vater vererbt hatte und die zunächst von seiner Mutter und seinem orgelbegeisterten Onkel geleitet wurden.
1869 entschloss sich P. A. Rudolph Ibach, die Klavierfabrikation vom handwerklichen Orgelbau zu trennen und gründete als eigenes Unternehmen die Firma Rud. Ibach Sohn. Seine Firma führte er in das industrielle Zeitalter des Klavierbaus, wodurch der Betrieb bald erheblich expandierte. Außerdem begründete Ibach den Vertrieb über den Einzelhandel; als Handwerksbetrieb hatte die Firma zuvor alle Instrumente direkt an den Kunden vertrieben. Mehrere Ehrenpreise auf den Weltausstellungen von 1869, 1873 und 1879 festigten seinen Ruf, die verliehenen Titel eines „Hoflieferanten Seiner Königlichen Hoheit des Prinzen der Niederlande“ (1876) und des „Königlichen Hofpianoforte-Fabrikanten“ beim preußischen Hof trugen zum Ruhm der Firma bei. 1874 wurde eine Dependance in Köln gegründet. Ibach erbaute 1876  neue Fabrikgebäude in Barmen in der Nähe des Barmer Bahnhofs, woran noch heute die dortige „Ibachstraße“ erinnert. 1879 folgte eine Ibach-Vertretung in London. 1882 schließlich erwarb Ibach ein neues Gelände in Schwelm, auf dem er eine neue Fabrik für den Bau von jährlich bis zu 4.000 Instrumenten errichten ließ. Noch 1869 hatte der Betrieb am vorigen Standort nur 70 Instrumente hergestellt. Die neue Schwelmer Fabrik war bis 2007 Produktionsstandort des Unternehmens.
Als führender Klavierhersteller seiner Zeit pflegte P. A. Rudolph Ibach intensiven, teils freundschaftlichen Kontakt mit namhaften Pianisten und Komponisten seiner Zeit, so zum Beispiel Emil (von) Sauer, Franz Abt, Franz Liszt, Richard Wagner, Johannes Brahms und Max Reger. Sein Interesse für Kunst war groß. Ibach zeichnete viel. Außerdem schrieb er Künstler-Wettbewerbe zur Gestaltung von Klaviergehäusen aus, deren Ergebnisse vielfach (so ein historistisch gestaltetes Instrument im Renaissance-Stil 1880 in Düsseldorf) ausgezeichnet wurden.
Ibach war Mitglied in verschiedene Kulturfördervereinen seiner Heimatstadt, so im Barmer Kunstverein oder der 1872 gegründeten Barmer Stadttheater-Aktiengesellschaft und in mehreren Gesangsvereinen. Eine Treppe nahe der Barmer Anlagen, für die sich Ibach ebenfalls engagierte, ist nach ihm benannt. Sein Beitritt zum Vereins Deutscher Ingenieure (VDI) und zum Bergischen Bezirksverein des VDI wurde im Januar 1891 vermeldet.
Ab 1871 sammelte Ibach Musikinstrumente, die er erstmals 1888 in seiner Wohnung, später in der Klavierfabrik als Museum der Öffentlichkeit zugänglich machte. Außerdem gründete er 1889 über der Vertretung in Barmen die erste Wuppertaler Musikbibliothek. Die Sammlung mit über 150 Exponaten wurde 1907 an Wilhelm Heyer in Köln verkauft und gelangte schließlich ins Leipziger Musikinstrumentenmuseum, wo ein Teil während des Zweiten Weltkriegs verbrannte. Die übrig gebliebenen Exponate sind heute noch Teil der Sammlung des Grassi-Museums für Musikinstrumente der Universität Leipzig.
Ibach starb 1892 während eines Kuraufenthalts in Herrenalb und hinterließ den Betrieb seiner Frau und den heranwachsenden Kindern. Seine Witwe führte die Firma zunächst weiter. 1905 übernahm der Sohn Albert Rudolf Ibach in vierter Generation den Betrieb. Rudolf Ibach der Ältere wurde auf dem Unterbarmer Friedhof beigesetzt.